# Бандурка (річка)
Банду́рка — мала річка в Україні, в межах Чернігівського і Токмацького районів Запорізької області. Права притока річки Токмак (басейн Азовського моря).

## Опис
Бере початок від хутора Веселий. Протікає через с. Новомихайлівка і с. Скелювате. Тече спочатку на захід, потім різко змінює напрямок руху на південний. Впадає в р. Токмак між Скелюватим і Остриківкою.
Середня глибина становить 0.55 м, швидкість течії — 0.85 м/с, середня ширина русла — 2 м. Русло в 3 місцях перекрите греблями, береги пологі, русло заболочене. На річці Бандурка поблизу с. Скелювате є водоспад. Рівень РН складає 6–7 балів, що відповідає нейтральній нормі РН для річок степового регіону. Слід зауважити і на наявність гранітних виходів на берегах річки, що значно впливає на кислотний баланс водойми.